# Аскания (Тира)
Аскания́ (греч. Ασκανιά) — необитаемый скалистый остров в Греции, в Эгейском море к юго-западу от Тиры. Относится к группе островов Христиана в архипелаге Киклады. Входит в сообщество Тиру в общине (диме) Тире в периферийной единице Тире в периферии Южных Эгейских островах. Наивысшая точка 168 метров над уровнем моря.
Аскания — средний остров в группе из трёх островов. К северо-западу в одном километре находится Христиани, к юго-востоку в двух километрах — Эсхати.